# Perciun

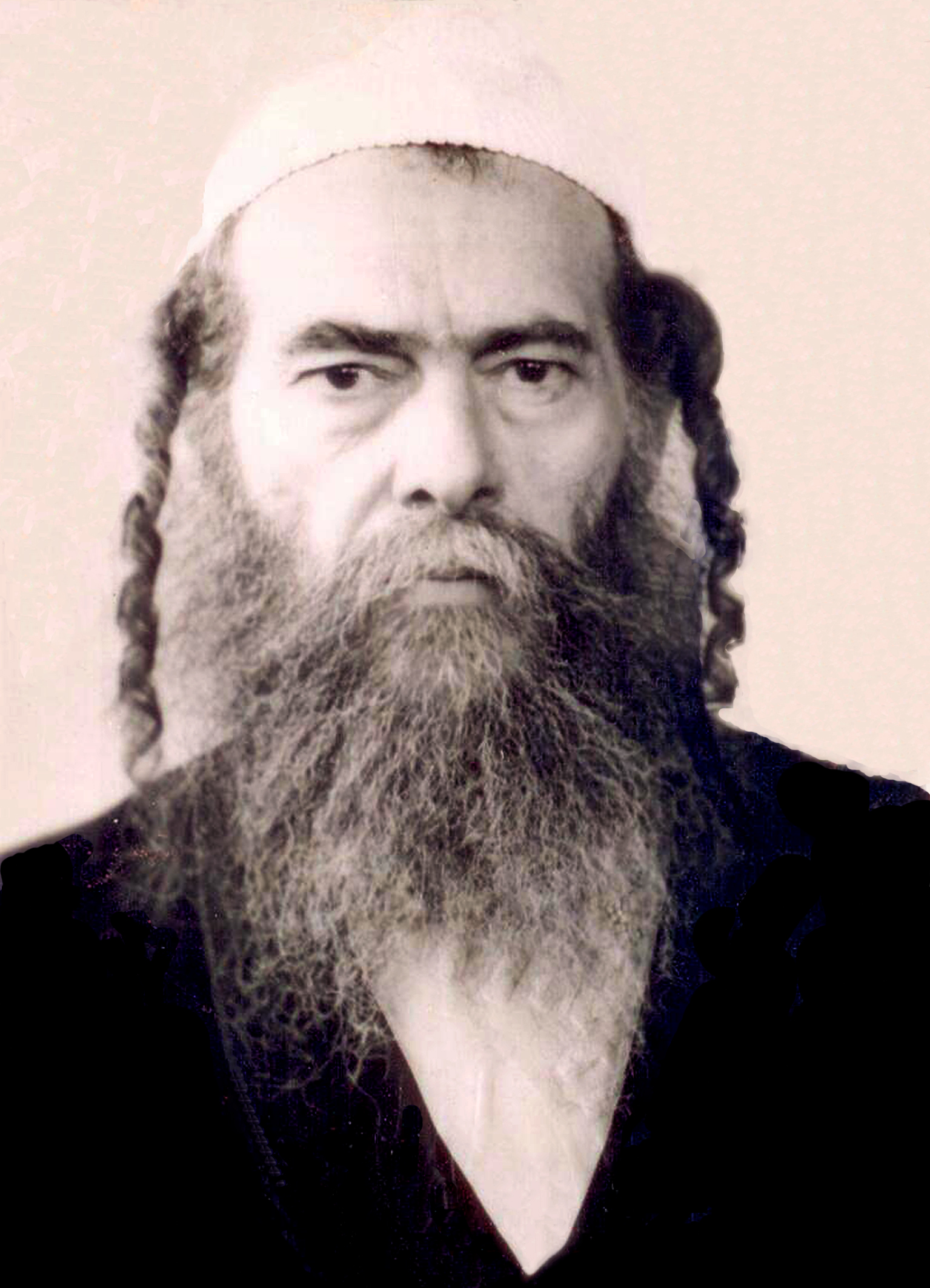
Evreu cu perciuni

Perciunii (în ebraică פֵּאָה; plural: פֵּאוֹת), pronunțat pe'ot, peyot sau payos, peyos, peyois, payois în vorbirea așkenazi, sunt cele două șuvițe de păr (adesea lăsate lungi și răsucite) care se prelungesc lateral pe obraz, lângă urechi, de la tâmple în jos (la bărbați). 
Denumirea populară romȃnească „paisli“ din Transilvania provine de la cuvȃntul maghiar „pajesz“, care la rȃndul său derivă din limba idiș („pejës“).
Perciunii sunt purtați de unii bărbați și băieți din comunitatea evreilor ortodocși care respectă recomandarea biblică de a nu rotunji „ciucurii” părului. Literalmente, pe'ah înseamnă „colț, margine”. Există diferite stiluri de perciuni în rândul evreilor haredimi, yemeniți și hasidimi. Evreii yemeniți numesc perciunii simonim (סִימָנִים), literal „semne”, pentru că perciunii lor luni și ondulați serveau ca o caracteristică distinctivă în societatea yemenită (diferențiindu-i de vecinii neevrei).

## Interpretarea rabinică
Tora precizează: „Să nu vă tundeți rotund părul (pe'at (פְּאַת)) capului vostru” (Levitic 19:27). Cuvântul pe'at are semnificația de șuvițe de păr aflate în fața urechilor și lungindu-se până sub maxilar, la același nivel cu nasul (Talmud – Makkot 20a). În interpretarea oferită de Mișna această regulă se aplică doar bărbaților. Astfel a devenit obiceiul în anumite cercuri de a permite părului să crească peste urechi și să atârne în jos în bucle sau șuvițe. Potrivit lui Maimonide tunderea perciunilor era o practică păgână.
Există o dezbatere considerabilă în literatura halahică cu privire la locația exactă a perciunilor și la interzicerea tăierii lor.

## Istoric
Pe măsură ce învățăturile cabalistice s-au răspândit pe teritoriile slave obiceiul purtării perciunilor a devenit acceptat acolo. În 1845 practica a fost interzisă în Imperiul Rus. Karaiții din Crimeea nu purtau perciuni, iar tătarii din Crimeea se refereau la ei ca zulufsız çufutlar („evrei fără perciuni”) pentru a-i distinge de krîmceaki, menționați ca zuluflı çufutlar („evrei cu perciuni”). Mulți evrei hasidimi și yemeniți își lasă perciunii să crească deosebit de mult. Unii evrei haredimi purtau perciuni, dar îi păstrau scurți sau îi ascundeau în spatele urechilor. Chiar și printre grupurile de evrei, în care bărbații nu poartă perciuni vizibili, băieții îi poartă de multe ori până în jurul vârstei de bar mițva.

## Stiluri

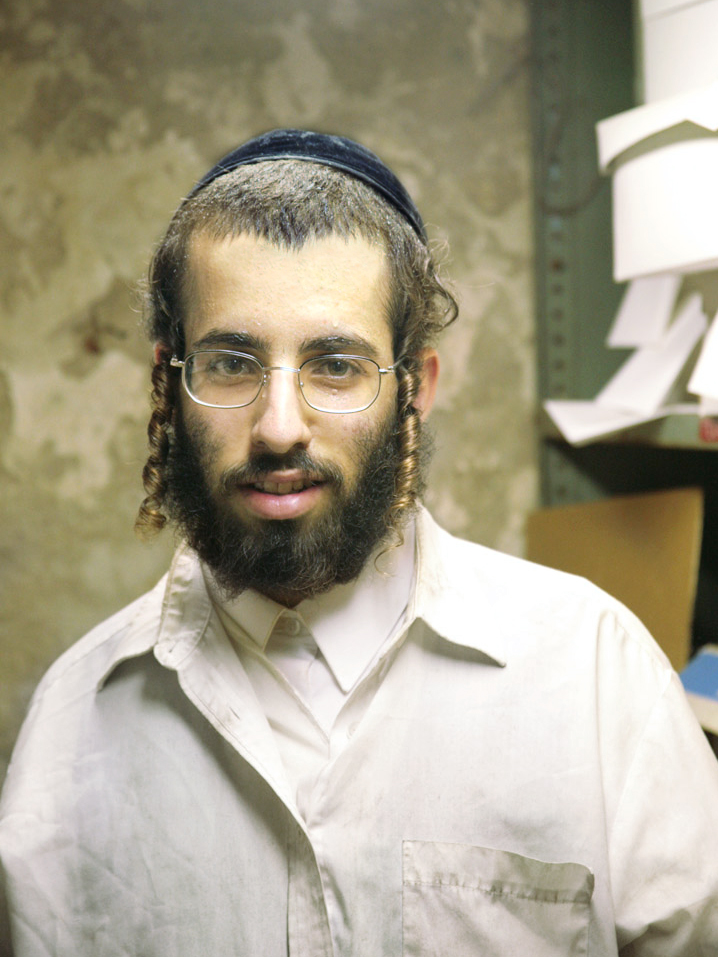
Tânăr hasidim purtând perciuni răsuciți

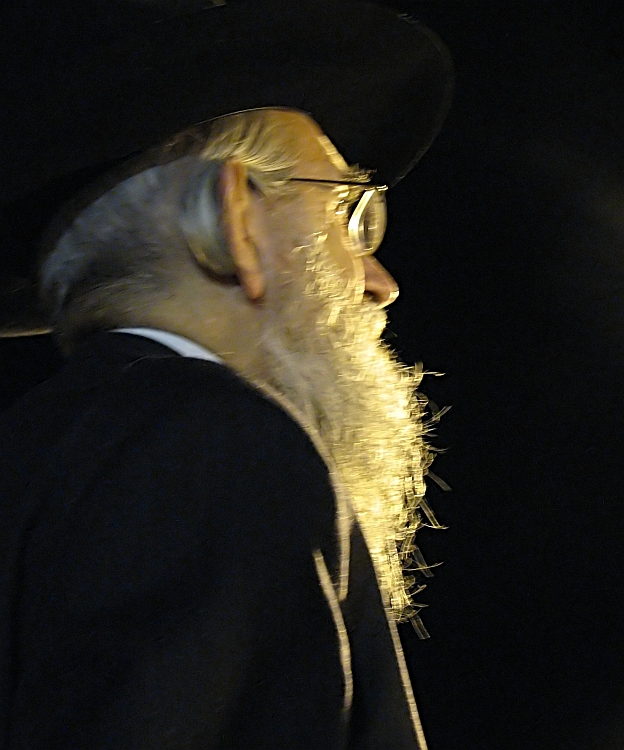
Perciuni ascunși în spatele urechilor

Lungimile și stilul perciunilor diferă considerabil în cadrul  grupurilor de evrei:
- Hasidimii Belz au grijă să nu-și taie perciunii; mai degrabă, ei își înfășoară perciunii în jurul urechilor ori de câte ori este necesar.
- Mulți hasidimi Breslov poartă perciuni lungi și răsuciți așa cum a făcut rabinul Nachman din Breslov. Cu toate acestea, alții poartă perciuni în diferite stiluri, în conformitate cu învățătura drabinului Nahman ca adepții săi să nu fie îmbrăcați identic.[5]
- Hasidimii mișcării Habad-Lubavici nu poartă perciuni vizibili. Atât timp cât există păr în jurul urechilor și în spatele lor, care poate fi tuns, el este considerat perciun.
- Unii hasidimi Gerer poartă perciuni lungi sub tâmple și îi țin sub tichie. Alții, mai ales în Israel, îi lasă să atârne până către maxilar.
- Hasidimii Skver își strâng perciunii încolăciți și îi lasă să atârne în fața urechii.
- Unii evrei yemeniți tradiționali încă mai poartă perciuni lungi și subțiri, răsuciți, ajungând de multe ori la partea superioară a brațului. Porțiunea în care părul crește și de unde începe bucla este curată și ordonată.

Multe alte grupuri de evrei hasidimi poartă perciuni lungi și ondulați
Evreii lituanieni au fost mai puțin influențați de practicile cabalistice, dar păstrează încă smocuri de perciuni, într-un număr mic de variante de stiluri:
- Evreii lituanieni își taie adesea perciunii, dar lasă netăiat un smoc de fire pe care-l ascunde în spatele urechii; acest stil este cel mai frecvent întâlnit în rândul studenților la ieșiva.
- Membrii mișcării Brisk își perie perciunii lăsați să crească drepți în jos, de obicei, astfel încât aceștia ajung la lobul urechii; uneori, unii perciuni nu sunt tăiați și sunt curbați înapoi în spatele urechii.